# Gladys (barge)
Pour les articles homonymes, voir Gladys.
Le Gladys est une ancienne barge de la Tamise (Thames sailing barge (en)) de 1901. 
Ce bâtiment est inscrit au registre du National Historic Ships  depuis 1993 et il est aussi l'un des nombreux bateaux de la National Historic Fleet.

## Histoire
Gladys a été construite au chantier John & Herbert Cann d'Harwich en 1901 pour deux maîtres marins William Thomas Whitmore d'Harwich et John Howard de Shoeburyness. C'est une barge en bois à gréement de Balestron.
En 1902, elle a été vendue à John Lesley Whitemore, Colne, Lancashire ert revendue la même année à Cranfield Brothers Ltd..
Dans les années 1950, elle a été équipée d'un moteur diesel. En 1972, elle a été acquise par les marchands de grains Mardorf, Peach & Co Ltd de Berkeley Square à Londres, qui l'ont ensuite vendue en 1999 à ses propriétaires actuels.